# Coleophora albostraminata
Coleophora albostraminata é uma espécie de mariposa do gênero Coleophora pertencente à família Coleophoridae.